# Caeparia sausai
Caeparia sausai är en kackerlacksart som beskrevs av Vidlicka 1999. Caeparia sausai ingår i släktet Caeparia och familjen jättekackerlackor.
Artens utbredningsområde är Laos. Inga underarter finns listade.